# Charles Hinton

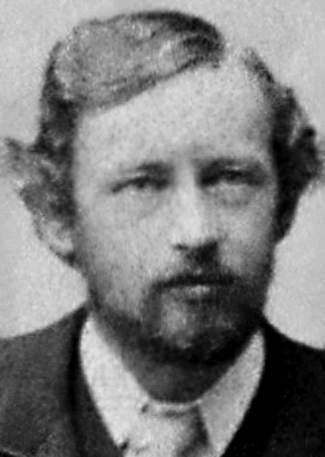

Charles Howard Hinton (1853 – 1907) was een Engelse wiskundige en schrijver van de sciencefictionboeken met de titel Scientific Romances. Hij had belangstelling voor hogere dimensies, vooral de vierde dimensie. Verder is hij bekend doordat hij het woord tesseract (hyperkubus) heeft geïntroduceerd en door zijn werk aan het visualiseren van de meetkunde van hogere dimensies. Hij was ook zeer geïnteresseerd in theosofie.

## Leven
Hinton gaf les op het Cheltenham Ladies College toen hij nog in Oxford studeerde, waar hij in 1877 zijn B.A.-graad behaalde. Van 1880 tot 1886, doceerde hij op de Uppingham School in Rutland, waar Howard Candler, een vriend van Edwin Abbott Abbott ook les gaf. Hinton ontving van Oxford in 1866 ook zijn M.A.
In een artikel uit 1880 met de titel Wat is de Vierde Dimensie? opperde Hinton dat punten, die zich in drie dimensies bewegen, voorgesteld kunnen worden als opeenvolgende doorsnijdingen van een statisch vier-dimensionaal geheel van lijnen, die een driedimensionaal vlak passeren, een idee dat vooruitliep op het begrip wereldlijn en op de tijd als de vierde dimensie (hoewel Hinton dat niet expliciet voorstelde en het artikel hoofdzakelijk ging over de mogelijkheid van een vierde ruimtelijke dimensie) in Einsteins relativiteitstheorie. Hinton introduceerde later een systeem van gekleurde kubussen; hij beweerde dat het, door het bestuderen daarvan, mogelijk was om een vierdimensionale ruimte te visualiseren (Casting out the Self, 1904). Vervolgens deden geruchten de ronde, dat deze kubussen meer dan een verwachtingsvolle persoon gek hadden gemaakt.
Hinton bedacht verschillende neologismen om elementen in de vierde dimensie te beschrijven. Volgens de Oxford English Dictionary was hij de eerste die in 1888 het woord tesseract gebruikte in zijn boek Een nieuw Tijdperk van Denken. Hij bedacht ook de woorden "kata" (van het Griekse "naar beneden") en "ana" (van het Griekse "naar boven") om de twee tegenovergestelde vierdimensionale richtingen te beschrijven — de 4-D equivalenten links en rechts, voorwaarts en achterwaarts, en naar boven en naar beneden.
Hintons Scientific Romances, waaronder "Wat is the Vierde Dimensie?" en "Een Platte Wereld", werden tussen 1884 en 1886 gepubliceerd als een reeks van negen pamfletten, door Swan Sonnenschein & Co. In de inleiding bij "Een Platte Wereld", verwees Hinton naar Abbotts net verschenen Flatland, dat volgens hem een gelijksoortige opzet had maar een andere bedoeling. Abbot maakte gebruik van het verhaal als "een kader waarin hij zijn satire en lessen plaatste." Hintons wereld bevond zich meer op het oppervlak van een bol, dan op een plat vlak. Hij breidde het verband met het werk van Abbott uit met Een Episode in Platland: Of Hoe een Plat Volkje de Derde Dimensie ontdekt (1907).
Hinton werd veroordeeld voor bigamie, omdat hij zowel gehuwd was met Mary Ellen (dochter van Mary Everest Boole en George Boole, de bedenker van de wiskundige logica) als Maud Wheldon. Hij bracht maar een dag in de gevangenis door en verhuisde daarna met Mary Ellen eerst naar Japan (1886) en vertrok later, in 1893, naar de Universiteit van Princeton, waar hij medewerker werd aan de wiskundefaculteit.
In 1897 bedacht hij een baseballwerpmachine, die werd aangedreven door buskruit, waarmee de basebalteams van Princeton het slaan konden oefenen. Er werd verteld dat het apparaat verschillende gewonden opleverde en dat het deels verantwoordelijk was voor het feit dat Hinton nog datzelfde jaar op Princeton werd ontslagen. Het was echter een wendbaar apparaat met een instelbaar sluitstuk, dat met verschillende snelheden kon vuren en met behulp van twee met rubber bedekte stalen vingers effectballen kon afschieten naar de pitcher. Hij introduceerde het apparaat ook met succes op de Universiteit van Minnesota, waar Hinton tot 1900 als assistent-professor werkzaam was, waarna hij ontslag nam en vertrok naar het United States Naval Observatory in Washington D.C.
Aan het eind van zijn leven werkte Hinton als beoordelaar voor chemische patenten bij het octrooibureau van de Verenigde Staten. Hij overleed op 30 april 1907 onverwacht aan de gevolgen van een hersenbloeding.

## Invloed
Hinton was een van de vele duistere schrijvers die het schrijverspantheon van Jorge Luis Borges bevolken. Hij wordt vermeld in Borges korte verhaal El milagro secreto (Het geheime wonder):
"Hij vond dat de Rechtvaardiging van de Eeuwigheid misschien minder gebrekkig was; het eerste boek verhaalt over de verschillende eeuwigheden die de mensen hebben bedacht, vanaf de bewegingloze Ene van Parmenides tot het veranderbare verleden van Hinton; de laatste ontkende (met Francis Bradley) dat alle daden van het universum tijdelijke reeksen vormen."
Borges redigeerde later een vertaling van Hintons latere "Scientific Romances" en schreef daar een voorwoord bij. Hij maakt ook een toespeling op hem in het verhaal "There are More Things", in het Boek van Zand (1975). In "Tlön, Uqbar, Orbis Tertius", in de bundel Fantastische verhalen, wordt de brief van Gunnar Erfjord gevonden "in een boek van Hinton", ongetwijfeld naar aanleiding van zijn belangstelling voor extra dimensies en parallelle werelden.
In 1986 schreef Borges over Hinton: "Als ik mij niet vergis is Edith Sitwell de schrijfster van een boek met de titel De Engelse zonderlingen. Niemand heeft meer recht op een plaats op die hypothetische pagina's dan Charles Howard Hinton. Anderen proberen bekend te worden; Hinton heeft een vrijwel volledige onbekendheid bereikt. Hij is niet minder geheimzinnig dan zijn werk. De biografische woordenboeken negeren hem; wij hebben alleen maar een paar terloopse verwijzingen ontdekt in Ouspensky's Tertium Organum (1920) en Henry Parker Mannings Vier Dimensies (1928). Wells maakt geen melding van hem, maar het eerste hoofdstuk van zijn bewonderenswaardige de Tijdmachine (1895) geeft de onmiskenbare indruk dat hij niet alleen zijn werk kende, maar het voor zijn en ons genoegen heeft bestudeerd."
Hinton wordt verschillende keren vermeld in Alan Moores geprezen stripverhaal From Hell en zijn theorieën over de vierde dimensie vormen de basis voor het laatste hoofdstuk van het boek. Zijn vader, James Hinton, verschijnt in hoofdstuk 4 en 10.
Hinton wordt ook gebruikt in de roman 'de komst van Joachim Stiller' van Hubert Lampo om de komst van Stiller te verklaren. 
Hinton is het hoofdpersonage van Carlos Atanes 'toneelstuk Un genio olvidado (Un rato en la vida de Charles Howard Hinton). Het stuk ging in première op Madrid in mei 2015 en werd in mei 2017 gepubliceerd.

## Boeken
- (en)  Scientific Romances: First and Second Series, orig. 1884 en 1885, herdruk 1976 met een inleiding door James Webb, Arno Press, ISBN 0-405-07954-0
- (en)  A New Era of Thought, orig. 1888, herdruk 1900, door Swan Sonnenschein & Co. Ltd., London
- (en)  The Fourth Dimension, orig. 1904, 1912 by Ayer Co., Kessinger Press herdruk, ISBN 0-405-07953-2, gescande versie online beschikbaar op the Internet Archive
- (en)  Speculations on the Fourth Dimension: Selected Writings of Charles H. Hinton, geredigeerd door Rudolf Rucker, 1980, Dover Publications, ISBN 0-486-23916-0 (bevat een selectie uit Scientific Romances, The Fourth Dimension, "The Recognition of the Fourth Dimension" uit het Bulletin van de Philosophical Society of Washington van 1902, en een uittreksel van An Episode of Flatland)
- (en)  Rudy Rucker The Fourth Dimension 1984. Nederlandse vertaling: De Vierde Dimensie 1985, Uitgeverij Contact ISBN 90-254-6800-4
- (en)  An Episode of Flatland or How a Plane Folk Discovered the Third Dimension orig 1907, Swan Sonnenschein & Co. Limd., onverkorte, geïllustreerde HTML versie online op de website van Forgotten Futures
- (es)  Carlos Atanes Un genio olvidado (Un rato en la vida de Charles Howard Hinton) 2015. ISBN 978-1546636892